# Kamienica Pod Czarnym Orłem na Nowym Targu we Wrocławiu
Pod Czarnym Orłem – nieistniejąca kamienica położona przy placu Nowy Targ 6 we Wrocławiu, w południowej pierzei Nowego Targu.

## Historia i architektura kamienicy
Około 1700 roku nadano kamienicy jej barokową formę. Była to wówczas trzyosiowa, trzykondygnacyjna kamienica z wysokim dwukondygnacyjnym szczytem, przy czym dolna część szczytu była trzyosiowa, a górna jednoosiowa zakończona trójkątnym tympanonem. Obie kondygnację ujęte były wolutowymi spływami. W dolnych kondygnacjach znajdowały się pasowe gzymsy międzyokienne, płyciny pomiędzy oknami i boniowane lizeny akcentujące naroża budynku. W skrajnej prawej osi znajdował się boniowany portal o półkoliście sklepionym otworze drzwiowym.
W kamienicy znajdowała się gospoda „Zum fliegenden Adler”, a jej właścicielem, jak i całej kamienicy był karczmarz Christian Gottlieb Hoenisch. W sierpniu 1760 roku, w wyniku wojny siedmioletniej, kamienica spłonęła podczas bombardowania miasta przez wojska austriackiego marszałka Gideona Laudona.  
W 1763 roku kamienica została gruntownie przebudowana za sprawą jej nowego właściciela Johanna Gottlieba Dreyera, przedsiębiorcy budowlanego. Nad dwupiętrową fasadą wzniesiono nowy dwukondygnacyjny i trzyosiowy szczyt zakończony attyką w formie pełnej balustrady z jednoosiową aediculą pośrodku i z tympanonem o gierowanym górnym gzymsie ujętym w spływy. Osie okienne były rozdzielone pilastrami wielkiego porządku z rocaillowymi głowicami. W kamienicy funkcjonował zajazd „Zum schwarzen Adler” (Pod czarnym Orłem). 
Drugą i trzecią kondygnację spinały pilastry z głowicami o motywach rocaillu umieszczonych pomiędzy oknami. Narożniki budynki były wykończone boniowanymi lizenami. Nad środkowym oknem pierwszego piętra znajdował się naczółek w formie gierowanego gzymsu, a nad oknem drugiego piętra znajdowała się dekoracja o motywach rocaillu.            